# Jan Baliński (pilot)
Jan Baliński (ur. 6 sierpnia 1909, zm. 5 września 1939) – kapitan obserwator Wojska Polskiego, kawaler Krzyża Srebrnego Orderu Wojennego Virtuti Militari.

## Życiorys
15 sierpnia 1930, po ukończeniu Szkoły Podchorążych Piechoty, Prezydent RP Ignacy Mościcki mianował go podporucznikiem ze starszeństwem z 15 sierpnia 1930 i 215. lokatą w korpusie oficerów piechoty, a Minister Spraw Wojskowych wcielił do 43 pułku piechoty w Dubnie. 22 lutego 1934 został awansowany na porucznika ze starszeństwem z 1 stycznia 1934 i 53. lokatą w korpusie oficerów piechoty. W grudniu 1934 został przeniesiony z 43 pp do 2 pułku lotniczego w Krakowie. Po ukończeniu kursu obserwatorów w CWL-1 w Dęblinie został przydzielony do 1 pułku lotniczego w Warszawie. Na stopień kapitana został mianowany ze starszeństwem z 19 marca 1939 i 45. lokatą w korpusie oficerów lotnictwa, grupa liniowa. W tym samym miesiącu był zastępcą dowódcy 212 eskadry bombowej.
Od 3 września 1939 roku, po ciężkim zranieniu dowódcy eskadry, kpt. pilota Stanisława Taras-Wołkowińskiego przejął obowiązki dowódcy 212 eskadry bombowej. 
5 września 1939 roku wystartował na samolocie transportowym Fokker F.VII z załogą: plut. pil. Julian Pieniążek, kpr. Stefan Gadomski i kpr. Bolesław Szczepański z lotniska Kuciny pod Łodzią. Wkrótce po starcie samolot Fokker został zaatakowany przez kilka samolotów niemieckich Messerschmittów Bf 109. Maszyna została zestrzelona i plut. Pieniążek awaryjnie lądował w okolicach Puczniewa. Cała załoga uratowała się, natomiast kapitan Jan Baliński został ciężko raniony pociskami wroga i po przewiezieniu do szpitala w Łodzi zmarł tego samego dnia wieczorem. Został pochowany na cmentarzu Doły w Łodzi.
Pośmiertnie odznaczono go Orderem Virtuti Militari.